# Jean Paul Marat

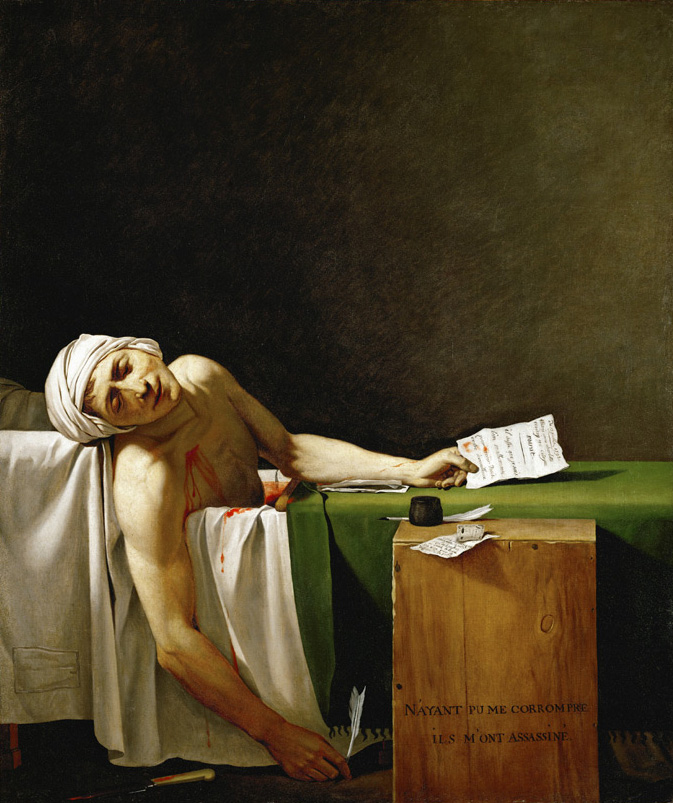
Målningen Marats död, från 1793 av Jacques-Louis David.

Jean Paul Marat, född 24 maj 1743 i Boudry i Neuchâtel i Schweiz, död 13 juli 1793 i Paris, var en fransk  läkare, tidningsman och revolutionspolitiker, medlem av den radikaldemokratiska Cordelierklubben. Han utgav tidningen L'Ami du peuple.

## Mannen och verket
Fadern kom från Sardinien och var katolik innan han konverterade och blev kalvinist. Han flyttade till Schweiz där han verkade som läkare, gifte sig och fick sex barn varav Jean-Paul var den äldste. Familjenamnet var egentligen Mara och det var Jean-Paul som lade till ett t för att verka mer fransk. Han lämnade hemmet när han var 16 år och efter att ha läst medicin i Bourdeaux och Paris. Han flyttade vid 22 års ålder till England (1765-77). Han verkade där som läkare, inte utan framgång. Han fick ett hedersdoktorat vid Andrew's University och publicerade några vetenskapliga studier. Marats intresse sträckte sig emellertid också till fält utanför medicinen. Han publicerade bl.a. en "Essay on Man", ett försök till analys av sambandet mellan själ och kropp, och ett politiskt arbete, The Chains of Slavery, som var ett angrepp på despotism. Han var vid denna tid inte radikal. En god kung i spetsen för en konstitutionell monarki såg han som den bästa styrelseformen.
Marat spelade en aktiv roll under franska revolutionen och var en av yttersta vänsterns (som vid denna tid betecknade radikal-liberaler) ledare. Marat utgav tidningen L'Ami du peuple och blev känd som en förespråkare av användandet av terror i den revolutionära kampen; efter kungaparets flyktförsök 1791 var han en av de första att kräva deras avrättning. Marat valdes in i Nationalkonventet 1792, där han utkämpade en kamp mot de moderata girondisterna, vilket ledde till att de drevs ut från Paris i maj 1793.
Marat hade många fiender och var vid ett tillfälle tvungen att gömma sig i kloakerna, där han ådrog sig en svår och smärtsam hudsjukdom. Det enda som lindrade smärtorna var att sitta i badkaret och där tillbringade han många timmar varje dag. Marat mördades i sitt badkar av girondisten Charlotte Corday som betraktade Marat som den huvudansvarige för Girondens och republikens fall. 
Han var gift med Simonne Evrard.

## I populärkulturen
- Artisten Marie Selander har, på albumet Från den svenska vildmarken, spelat in tre låtar om Jean Paul Marat ("Hyllning till Marat", "Stackars Marat" och "Stackars Marat, i ditt sittbad").
- Peter Weiss har skrivit pjäsen Jean Paul Marat förföljd och mördad så som det framställs av patienterna på hospitalet Charenton under ledning av herr de Sade (mer känd som Marat/Sade), som också blivit film.